# (19619) Bethbell
(19619) Bethbell est un astéroïde de la ceinture principale.

## Description
(19619) Bethbell est un astéroïde de la ceinture principale. Il fut découvert le 16 août 1999 à Eskridge par Graham E. Bell. Il présente une orbite caractérisée par un demi-grand axe de 2,40 UA, une excentricité de 0,11 et une inclinaison de 7,2° par rapport à l'écliptique.

## Compléments